# Касымов, Мухаммеджан
Мухаммеджан Касымов (тадж. Муҳаммадҷон Қосимов; 1907, Риштан — 1971, Душанбе) — советский, таджикский актёр театра и кино, театральный режиссёр. Народный артист СССР (1941).

## Биография
Мухаммеджан Касымов родился 9 мая 1907 года в кишлаке Риштан (ныне город в Ферганской области Узбекистана).
Учился в Кокандском педагогическом техникуме и Среднеазиатском кооперативном техникуме в Ташкенте (окончил в 1928). Во время учёбы участвовал в художественной самодеятельности. После окончания учёбы вернулся в Риштан, работал секретарем сельского Совета, в райисполкоме, райпотребсоюзе.
В выборе профессии большое влияние оказало выступление передвижной театральной труппы Хамзы Хакимзаде Ниязи в середине 1920-х годов в Риштане.
С 1931 года — в труппе Таджикского театра драмы им. А. Лахути (Сталинабад, ныне Душанбе), до конца жизни играл на сцене этого театра.
Своим первым наставником считал руководителя Таджикского театра драмы им. А. Лахути 1930-х годов Х. Махмудова.
Занимался режиссёрской деятельностью.
Снимался в кино. С 1939 года принимал участие в дубляже художественных фильмов на таджикский язык.
Член Союза кинематографистов Таджикской ССР (1961).
Участник первой Декады таджикского искусства в Москве (1941).
Автор пьес: «Тахмос Ходжентский» (совм. с С. Саидмурадовым, 1943), «Дорога счастья» (совм. с Д. Икрами, 1949), «Умному намёк, дурному палка» (1965).
Член КПСС с 1948 года.
Ушёл из жизни 5 июля (по другим источникам — 7 июля) 1971 года в Душанбе. Похоронен на Центральном кладбище города.

## Звания и награды
- Заслуженный артист Таджикской ССР (1939)
- Народный артист СССР (1941)
- Два ордена Ленина (1941, 1957)
- Два ордена Трудового Красного Знамени (1949, 1954)
- Медаль «За доблестный труд в Великой Отечественной войне 1941—1945 гг.» (1946)
- Три Почётные грамоты Верховного Совета Таджикской ССР (1955, 1957, 1957)

## Творчество

### Роли в театре

#### Таджикский театр драмы имени А. Лахути
- «Два коммуниста» К. Яшена — Арслан
- «Оташмезанем» К. Яшена — Саримсок
- «Дочь пастуха» Валидова — Ҳайдарбек
- «Платон Кречет» А. Е. Корнейчука — Берест
- 1937 — «Коварство и любовь» Ф. Шиллера — Миллер
- 1939 — «Отелло» У. Шекспира — Отелло
- 1941 — «Краснопалочники» С. Улуг-зоды — Рахимбек
- 1942 — «Овечий источник» Л. де Веги — Менго
- 1946, 1952 — «Ревизор» Н. В. Гоголя — Городничий
- 1947 — «Победители» Б. Ф. Чирскова — генерал Муравьёв
- 1949 — «Честь семьи» Г. Мухтарова — Аллан
- 1949 — «Алишер Навои» Уйгуна и И. А. Султанова — Хусайн Бойкаро
- 1950 — «Шодиёна» М. Закирова — Каримов
- 1952 — «Подарок за радостную весть» М. Закирова
- 1953 — «Повесть о Тарифходжаева» А. Дехоти и Б. Рахим-заде — Тариф-ходжаев
- 1953 — «Сӯзании шоҳӣ» А. Каххара — Мавлон
- 1954, 1957 — «Дохунда» Д. Икрами — Колесников
- 1957 — «Бай и батрак» Хамзы — Салих-бай
- 1957 — «Король Лир» У. Шекспира — Лир
- 1964 — «Ҳурият» Г. Абдулло — Мадаминбек
- 1968 — «Легенда» по мотивам рассказов М. Горького — Амир Темур[5].

#### Русский драматический театр им. В. Маяковского (Душанбе)
- «Человек с ружьем» Н. Ф. Погодина — Сталин
- «Кремлёвские куранты» Н. Ф. Погодина — Сталин
- «Незабываемый 1919-й» В. В. Вишневского — Сталин

### Постановки
- «В огне» С. Улуг-зоды (совм. с Х. Рахматуллаевым)
- «Голос Америки» Б. А. Лавренёва (совм. с А. Рахимовым)
- 1963 — «Отелло» У. Шекспира

### Фильмография
- 1940 — На дальней заставе
- 1942 — Сын Таджикистана — Гафиз
- 1953 — Застава в горах — Исмаил-бек
- 1956 — Авиценна — Майманди
- 1956 — Дохунда — Азим-шах бай
- 1957 — Мой друг Наврузов — Тупалангов
- 1958 — Высокая должность — Бобонияз
- 1958 — По путевке Ленина — рабочий
- 1959 — Насреддин в Ходженте, или очарованный принц — хан Ходжента
- 1959 — Судьба поэта — Сахль бен Мансур
- 1961 — Знамя кузнеца — Кова
- 1962 — Тишины не будет — Мухаммеджан Курбанов
- 1965 — Перекличка — председатель исполкома
- 1965 — Хасан Арбакеш — дядя
- 1967 — Под пеплом—огонь — Каримов
- 1968 — Как велит сердце — Саидов
- 1971 — Сказание о Рустаме — Заль

## Память
- В 1973 году вышел документальный фильм о жизни и творчестве актёра «Мухамеджан Касымов» (режиссёр М. Муллоджанов).